# ラッキープール
『ラッキープール』は、日本のロックバンド、JUDY AND MARYの21枚目のシングル。

## 解説
- 2001年1月24日にエピックレコードジャパンよりリリースされた。
- フジテレビ系ドラマ『2001年のおとこ運』の主題歌に使用された。
- タイトルの「ラッキー」に掛けてか、このシングルCDの税込価格がラッキーナンバー「7」が3つぞろ目の777円だった。
- 製作中、曲中の「まだ見ぬ明日も風任せ」というYUKIの詞に対し、TAKUYAが「ジュディマリらしくない」と反対したという逸話もある。
- ジャケットは久々にフルメンバーで撮影された。これは13枚目のシングル「LOVER SOUL」以来となる。

## 収録曲
作詞:Tack and Yukky、作曲・編曲:TAKUYA
1. ラッキープール (5:37)
2. ラッキープール (Backing Track) (5:37)

## 収録アルバム
- WARP (#1)
- The Great Escape -COMPLETE BEST- (#1)
- COMPLETE BEST ALBUM「FRESH」 (#1)

## カバー
- 2009年、HALCALI（アルバム『JUDY AND MARY 15th Anniversary Tribute Album』収録）。

| 前奏 | 前奏        | → | Aメロ1 | Aメロ1     | → | Bメロ1 | Bメロ1        | → | サビ | サビ       | → | 間奏A | 間奏A       |
|      | イ短調 (Am) | → |        | ト長調 (G) | → |        | 変ロ長調 (B♭) | → |      | イ長調 (A) | → |       | イ短調 (Am) |

| Aメロ2 | Aメロ2     | → | Bメロ2 | Bメロ2        | → | 間奏B | 間奏B      | → | 間奏C・大サビ | 間奏C・大サビ | → | 後奏 | 後奏        |
|        | ト長調 (G) | → |        | 変ロ長調 (B♭) | → |       | ロ長調 (B) | → |               | イ長調 (A)    | → |      | イ短調 (Am) |